# Wiswell
Wiswell est un village et une paroisse civile du Lancashire, en Angleterre.